# Drina
Drina (v srbské cyrilici Дрина) je řeka na východě Bosny a Hercegoviny a západě Srbska. Je to pravý, největší přítok Sávy (povodí Dunaje). Vlastní Drina je dlouhá 346 km, celý tok včetně nejdelší zdrojnice více než 460 km. Její povodí zaujímá plochu 19 700 km². Řeka tvoří přirozenou hranici mezi oběma státy, v minulosti představovala i historickou hranici mezi Rakousko-Uherskem a Srbskem a v antice mezi Západní a Východní Římskou říší.

## Název
Název řeky je neslovanského původu. Pochází z latinského slova drinus, které označuje ochránce člověka. Může být původem ale i z tureckého jazyka, a to ze slova derin, které znamená hluboký.

## Historie
V dobách pozdního starověku byla řeka přirozenou hranicí mezi říší Východořímskou a Západořímskou.
V roce 1878 byla řeka zvolena jako východní hranice Bosny a Hercegoviny, od té doby je vnímána jako přirozená hranice obou zemí. Jako taková je zmíněna v řadě místních písní, ať už se jedná např. o Pochod na Drinu, nebo o chorvatskou ustašovskou píseň Evo zore, evo dana.
Během první světové války probíhaly na Drině v letech 1914 až 1915 těžké boje mezi rakousko-uherskou a srbskou armádou. Za druhé světové války až po Drinu ovládli území Srbska partyzáni spolu s královskou armádou během existence tzv. užické republiky.
V dobách meziválečné Jugoslávie byla podle řeky pojmenována Drinská bánovina (správní jednotka Jugoslávie) a po skončení druhé světové války po ní byly pojmenovány cigarety Drina.

## Průběh toku
Zdrojnicemi Driny jsou řeky Tara a Piva, pramenící v Černé Hoře. Vlastní Drina vzniká jejich soutokem ve vápencové krasové oblasti u vesnice Šćepan Polje na černohorsko-bosenské hranici.
Odsud řeka vtéká na území Bosny a Hercegoviny úzkým a hlubokým zalesněným údolím, které je vklíněno mezi hory o výšce 1400–1500 m n. m. Řeka je zde dravá, vyskytují se v ní četné peřeje. U vesnice Bastaši se do ní vlévá první přítok na území Bosny a Hercegoviny, řeka Sutjeska, vytékající ze stejnojmenného národního parku. V hlubokém údolí pokračuje řeka dále na sever k městu Foča, kde se do ní vlévá řeka Ćehotina, dále protéká městy Ustikolina, Goražde, Ustiprača až k Višegradu.
U města Višegrad je poprvé přehrazena a nachází se na ní první umělé jezero, které je součástí tzv. Drinské kaskády. Až do Višegradu teče řeka hlubokým údolím, ve kterém se nachází hlavní silniční tahy a v minulosti tudy vedla i úzkorozchodná železnice. Ve Višegradu překonává Drinu Most Mehmeda Sokoloviće, historický most ze 70. let 16. století, který je památkou UNESCO a zároveň i středobodem románu Most na Drině spisovatele Ivo Andriće, nositele Nobelovy ceny za literaturu.
Od Višegradu teče řeka dále na sever, nejprve několik kilometrů otevřeným údolím, později uzavřeným kaňonem. Vlévá se do ní nejprve řeka Rzav, poté Žepa. Hluboce zaříznutý, 24 km dlouhý, úsek za Višegradem mezi ústím řeky Žepy a řeky Klotijevac se nazývá Kaňon Driny (Kanjon Drine). Údolí řeky je velice strmé, zalesněné a nevedou v něm žádné komunikace. Zhruba v polovině kaňonu, od ústí Bruničského potoka údolím řeky prochází státní hranice mezi Bosnou a Hercegovinou a Srbskem. Srbská strana břehu je zároveň součástí národního parku Tara, bosenskohercegovinská strana součástí národního parku Drina. U obce Peručac je řeka opět přehrazena přehradou s umělým jezerem (Perućačko jezero), jehož vzdutí sahá 50 km proti proudu. U obce Peručac se také v údolí řeky nachází lokalita s náhrobními kameny stećky, a to Mramorje.
Níže leží při toku na srbské straně město Bajina Bašta, od ní dále protéká řeka širším údolím, které obklopují nižší hory (s nadmořskou výškou maximálně okolo 700 m n. m.) Dále řeka protéká městy Rogačica, Ljubovija a Bratunac, poté nad bosenským městem Zvornik zadržuje tok Zvornická přehrada (Zvorničko jezero). Dále leží při Drině na pravém, srbském, břehu města Banja Koviljača a Loznica. Odtud řeka definitivně opouští hluboké údolí a v rovinaté krajině dolního toku vytváří ve svých náplavových terasách množství meandrů a slepých ramen. Na levém břehu míjí bosenskou obec Janja a pak už se Drina přibližuje Sávě, do níž se vlévá zprava mezi vesnicemi Bosanska Rača, Sremska Rača a Crna Bara.

## Povodí
Povodí řeky zaujímá plochu 19 700 km². Spolu se svými přítoky zabírá povodí řeky Driny plochu, kterou lze vymezit městy Ugljevik, Sokolac, Krstac a Plav ze západní strany a městy Nova Varoš, Zlatibor a Osečina ze strany východní. Díky dlouhým přítokům na horním toku řeky povodí Driny zasahuje téměř až k hranici s Albánií; odtéká do něj např. i voda z odlehlého Hridského jezera. Na jihu hraničí povodí Driny s povodími řek Trebišnjica a Neretva.

## Turistika
V dolním toku se v okolí řeky Driny nacházejí četná turisticky atraktivní pohoří a národní parky Tara (Srbsko) a Drina (Bosna a Hercegovina). Z měst Bajina Bašta a Višegrad bývají v letních měsících organizovány turistické plavby po řece Drině.

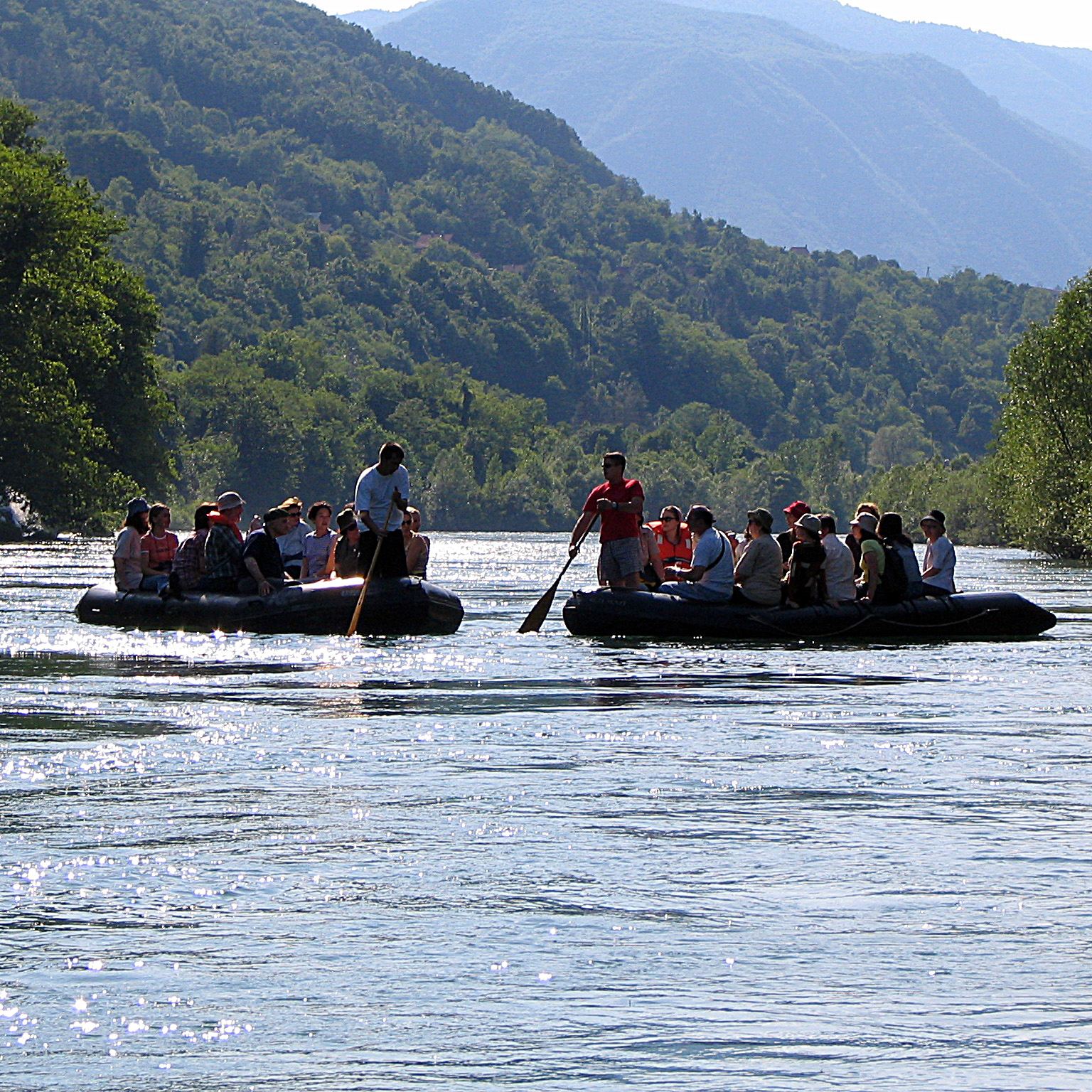
Sjíždění Driny
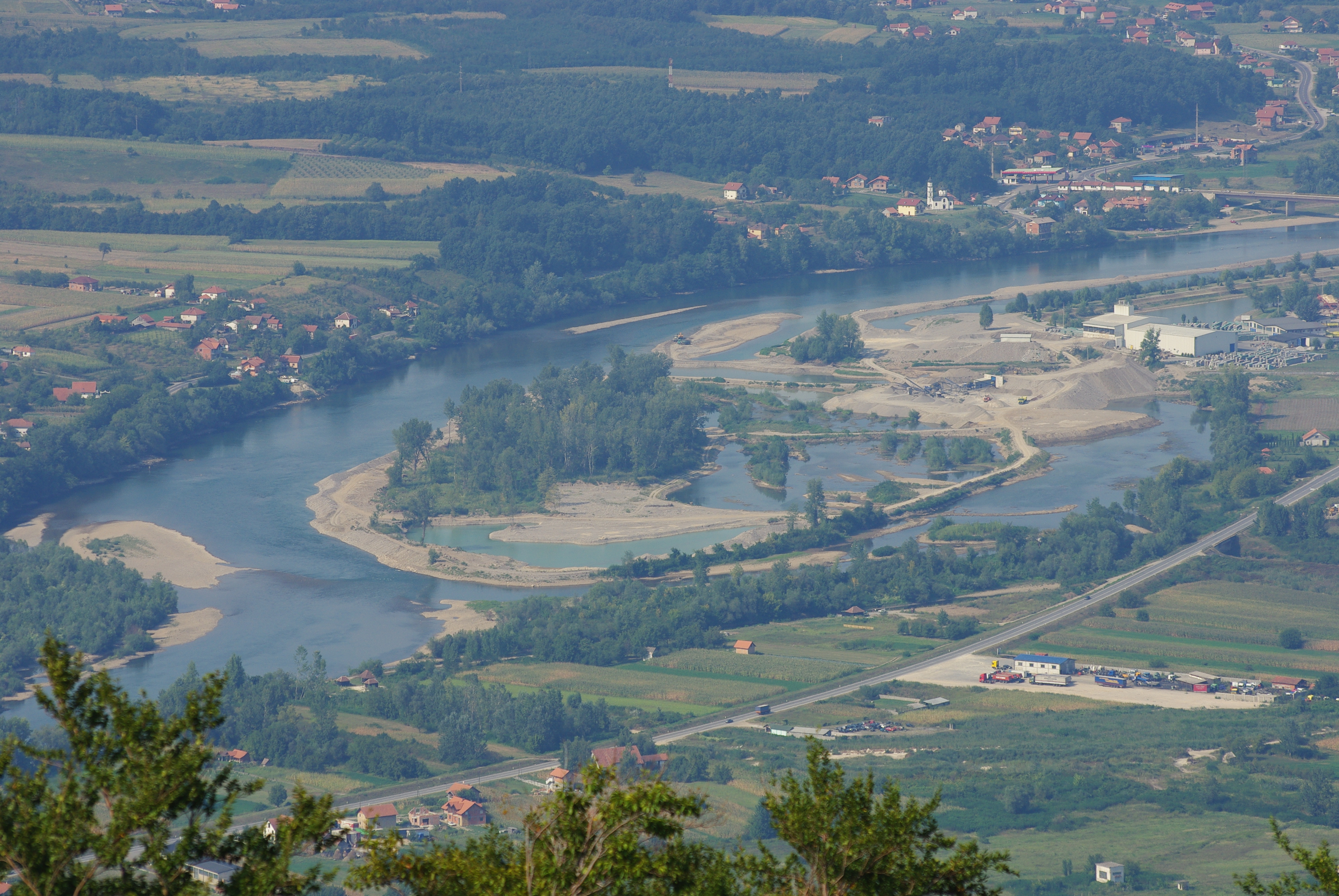
Ostrov na Drině nedaleko města Loznica.
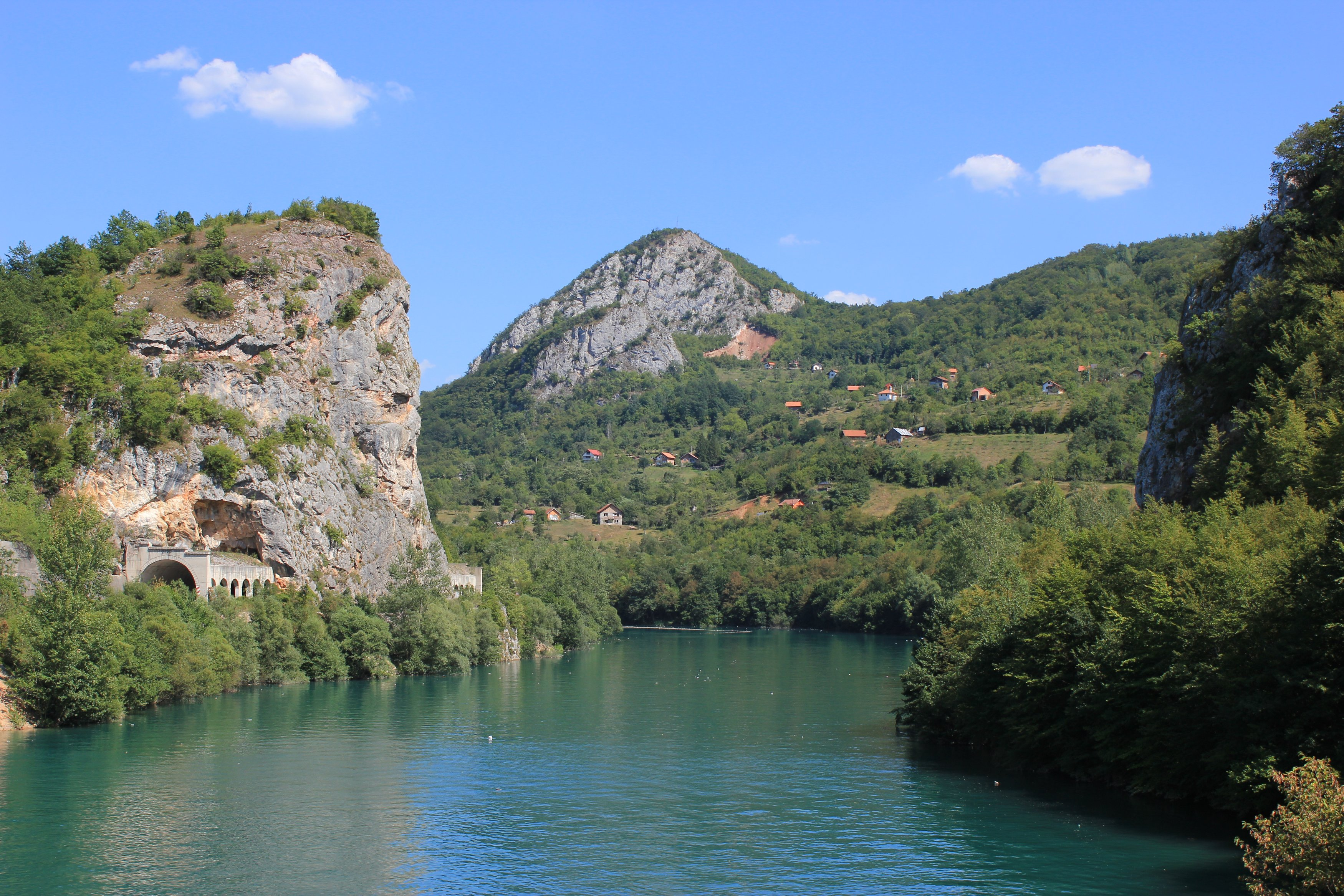
Řeka Drina u města Ustiprača.
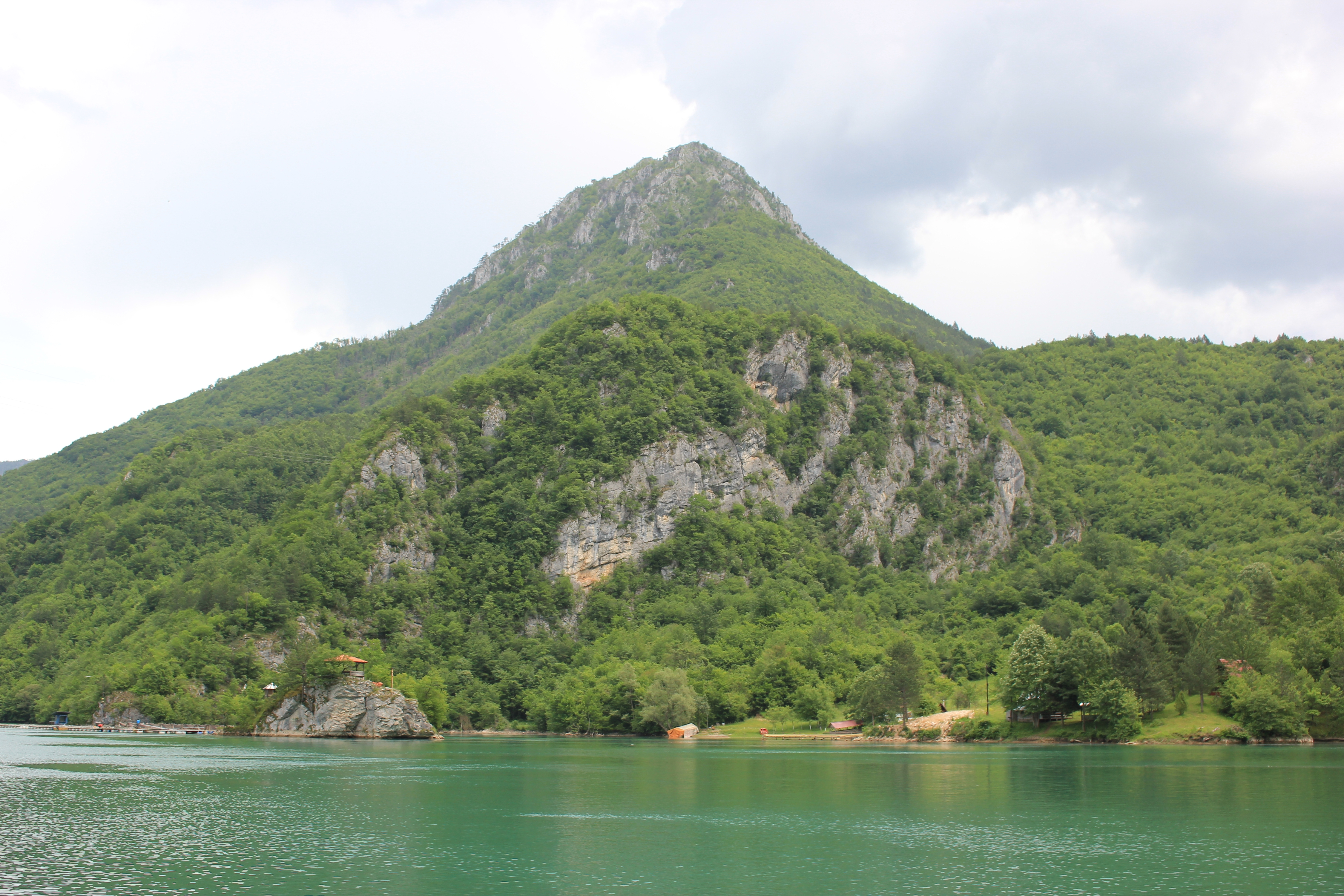
Řeka Drina u vesnice Slap.
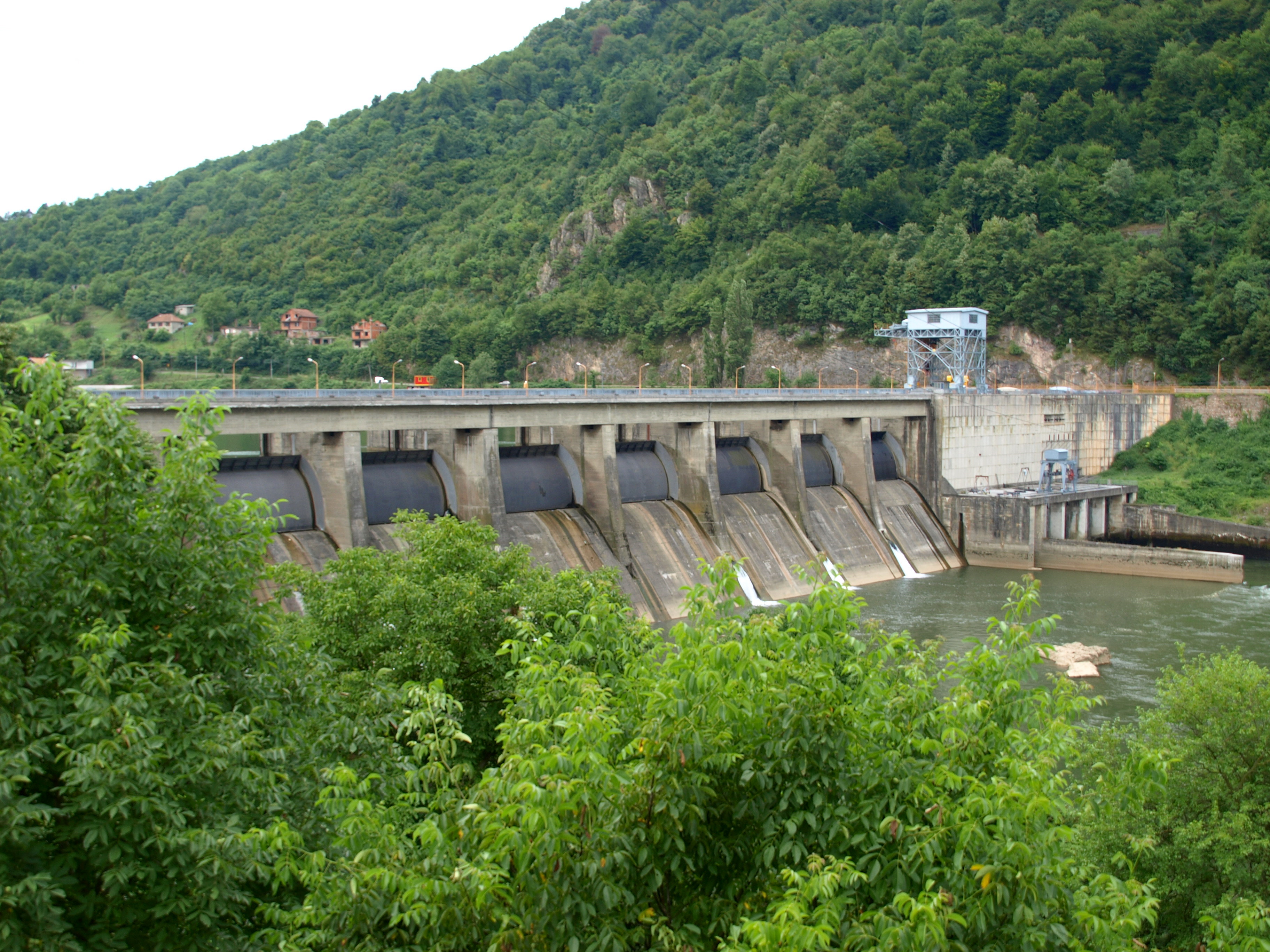
Vodní nádrž na Drině u města Zvornik.
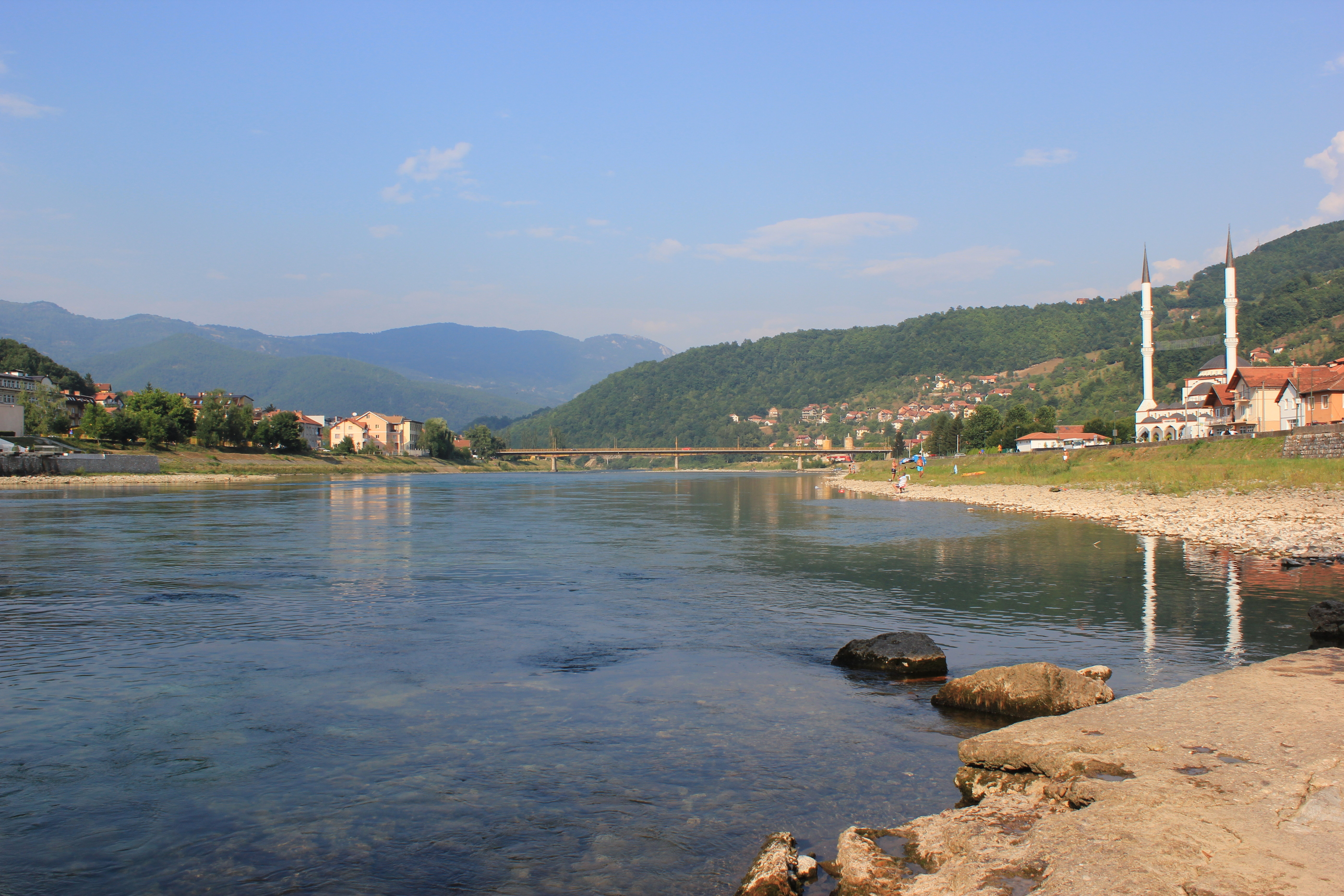
Řeka Drina u města Goražde.
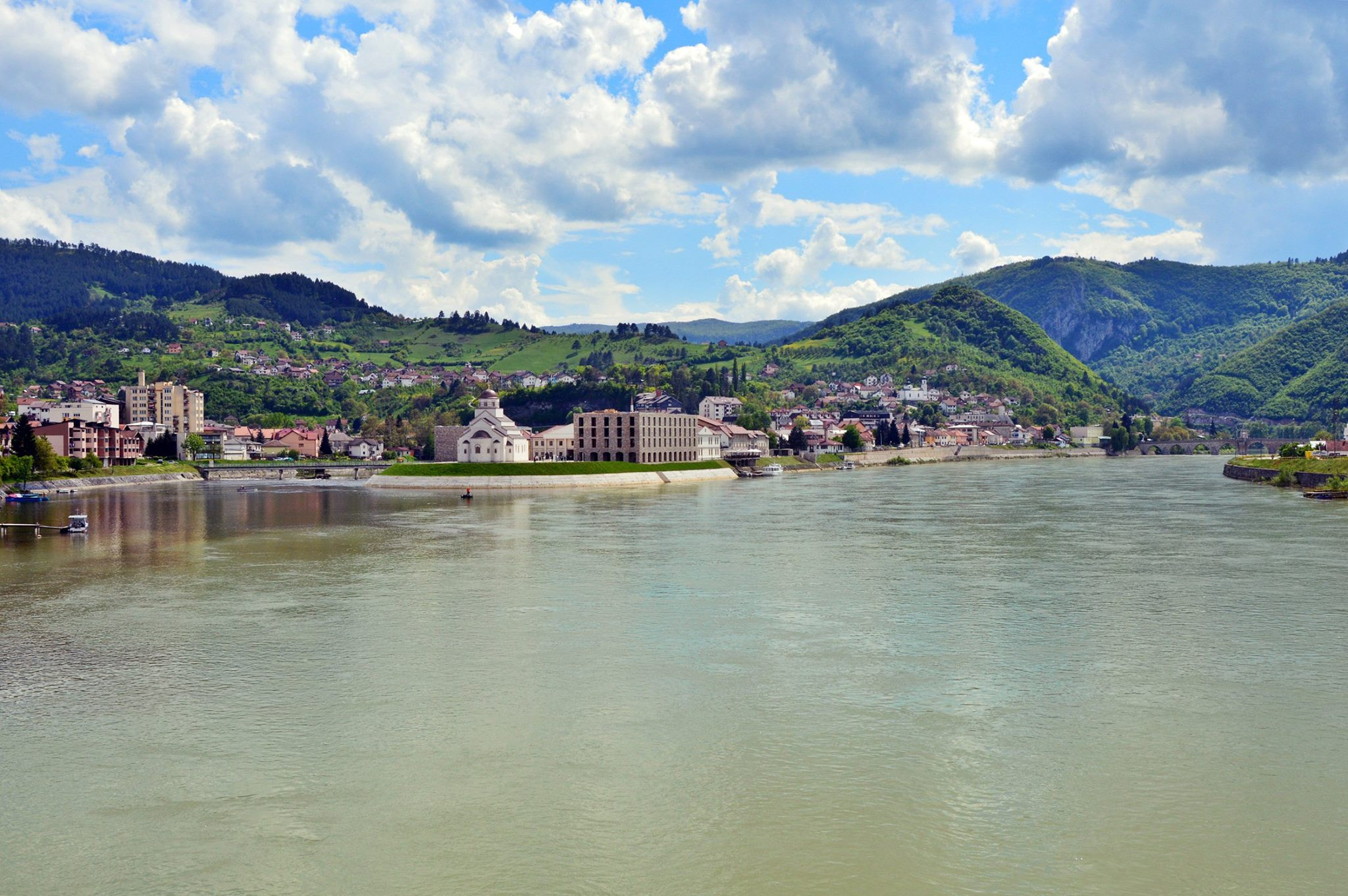
Řeka ve městě Višegrad
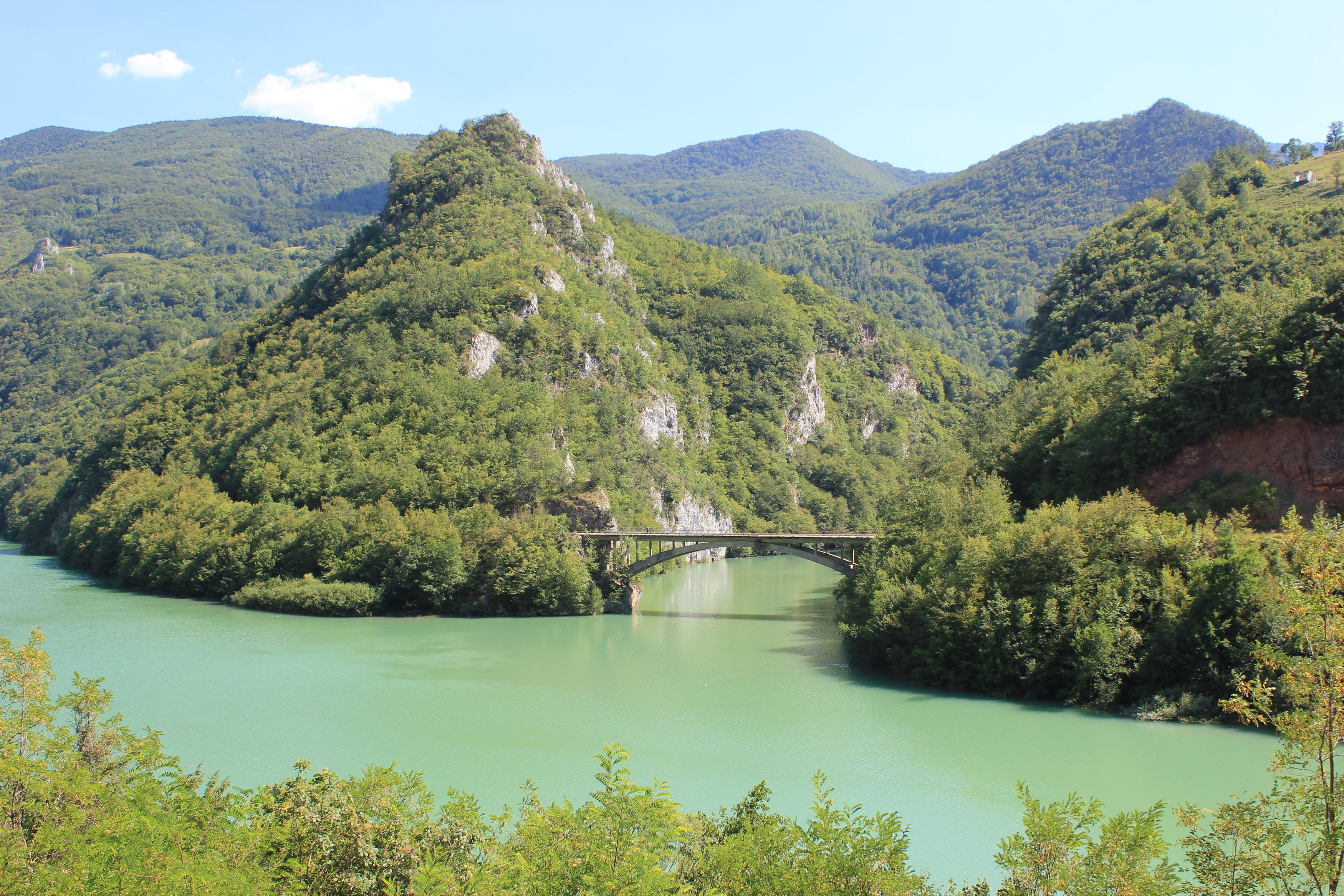
Řeka Drina u města Ustriprača v Bosně.
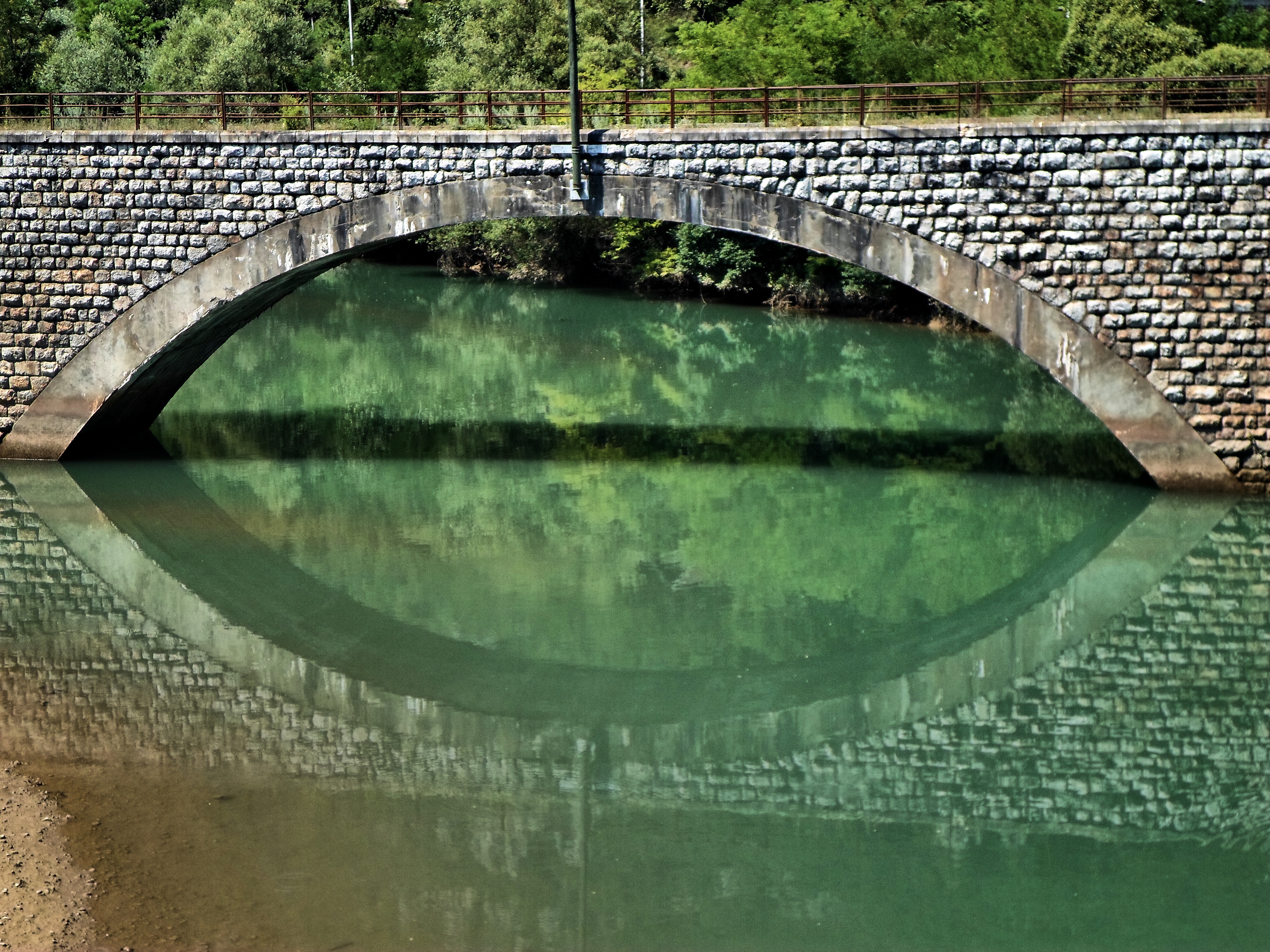
Železniční most v Ustiprači, na soutoku řeky Prača s Drinou.
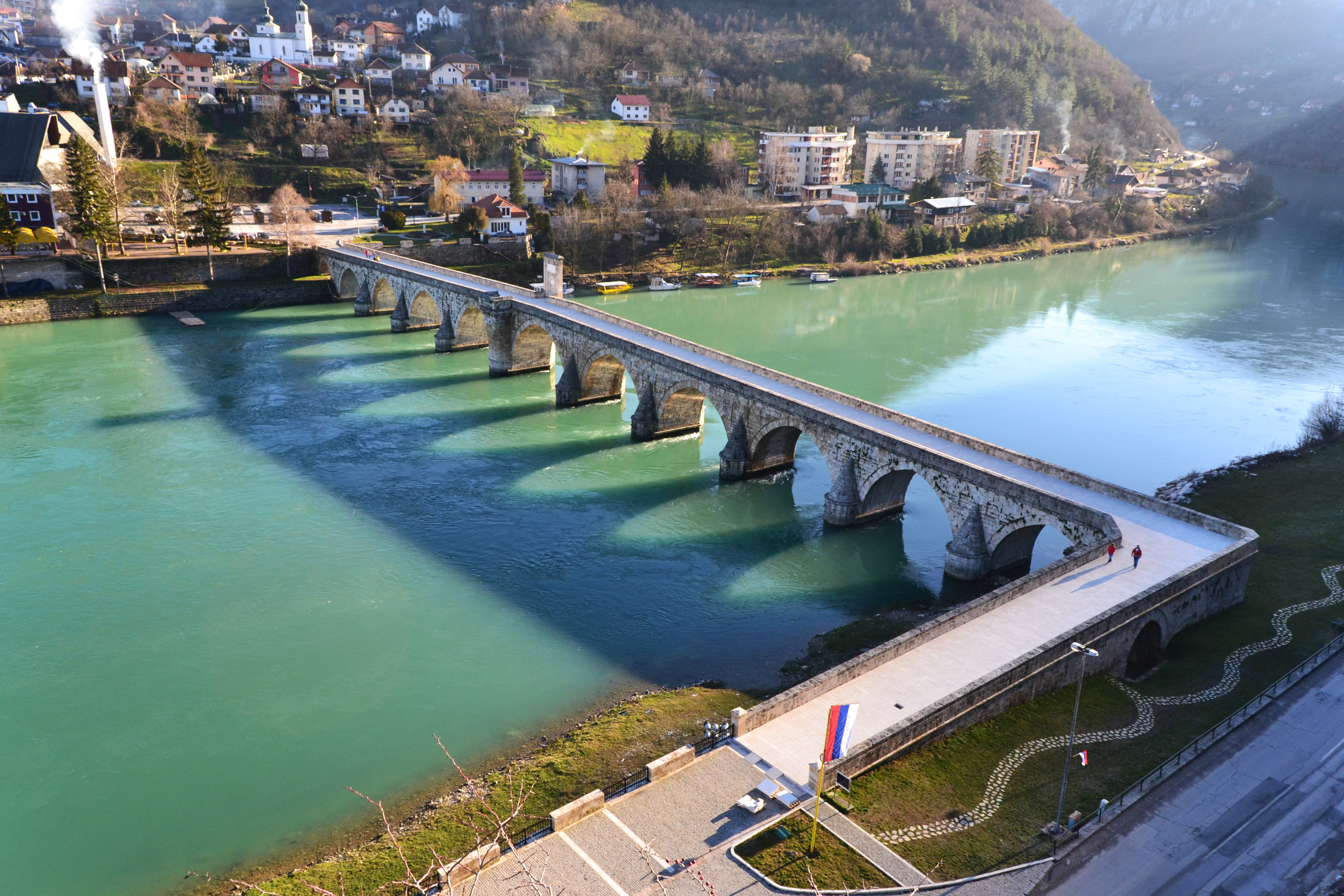
Most Mehmeda Sokoloviće ve Višegradu.

## Hlavní přítoky
(L = levý; P = pravý)
- Sutjeska (L)
- Bistrica (L)
- Čeotina (P)
- Prača (L)
- Lim (P)
- Rzav (P)
- Križevica (L)
- Drinjača (L)
- Janja (L)
- Jadar (P)

## Vodní režim
Nejvyšších vodních stavů dosahuje na jaře a během letních a podzimních povodní. Průměrný roční průtok vody činí na dolním toku 341 m³/s. Vzhledem k výstavbě několika vodních elektráren byl značným způsobem změněn charakter průtoku vody; řeka je klidnější, ubylo i výkyvů co do výše hladiny řeky. Na některých místech je Drina mnohem hlubší díky přirozenému vzdutí umělých jezer. Ta tvoří téměř třetinu délky řeky a jejich celková délka činí 115 km.

## Výroba elektrické energie

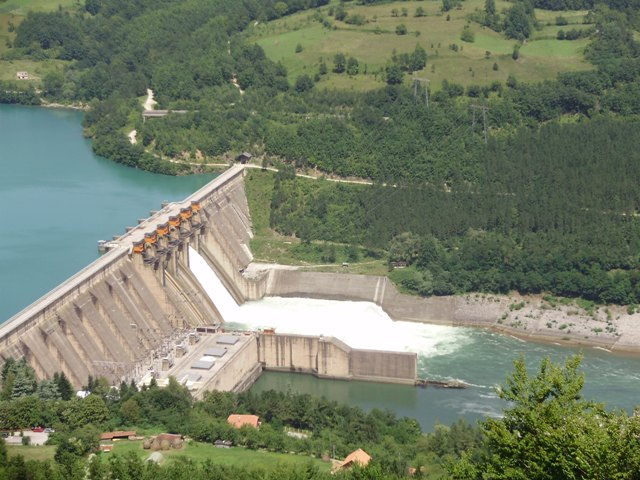
Vodní elektrárna Bajina Bašta.

Na Drině se nacházejí četné vodní elektrárny:
- Vodní elektrárna Višegrad
- Vodní elektrárna Bajina Bašta
- Vodní elektrárna Zvornik

některá další vodní díla se nacházejí i na přítocích Driny. Využití řeky pro výrobu elektrické energie bylo zamýšleno především díky rychlému toku a zároveň úzkému kaňonovitému údolí, které je možné relativně snadno zahradit. Vodní elektrárny tak byly budovány na řece Drině i přesto, že místa vhodná pro přehrazení se nacházela relativně daleko od potřebné dopravní infrastruktury (silnice a železnice). Energetický potenciál řeky dosahuje hodnoty 14,4 miliard kWh, z něhož je využito okolo 35 %. Existují, resp. v minulosti existovaly projekty dalších vodních elektráren, které by mohly být v údolí řeky postaveny. Jejich realizace by si však vyžádala nejen nemalé investice po finanční stránce, ale i nezbytnost přemístění silničních a jiných dopravních tahů, či přímo jednotlivých sídel. V roce 2018 Srbsko a Republika srbská oznámily záměr vybudovat v blízkosti města Foča a vesnice Paunci dvě nové vodní elektrárny na Drině.